# Gwiazda Polski

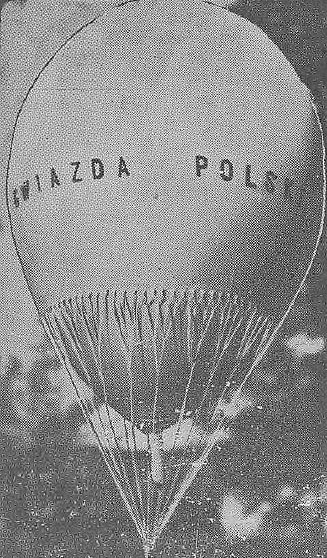
Gwiazda Polski

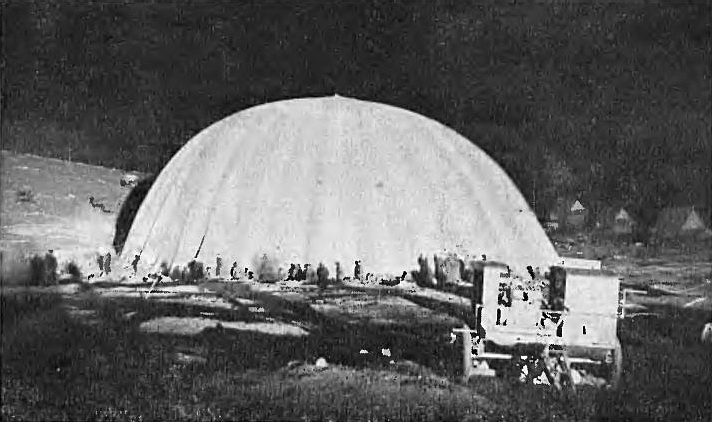
Napełnianie powłoki Gwiazdy Polski

Gwiazda Polski – największy na świecie tradycyjny balon stratosferyczny wielokrotnego użytku, zaprojektowany i zbudowany w Polsce w 1938 roku przez WBS w Legionowie.

## Historia
W roku 1937, z inicjatywy znanego polskiego fizyka, prof. Mieczysława Wolfkego, zrodził się pomysł zorganizowania w Polsce stratosferycznego balonowego lotu załogowego. Jego celem sportowym miała być próba pobicia rekordu wysokości ustanowionego 11 listopada 1935 r. przez amerykańskiego pilota kpt. Alberta Williama Stevensa, który wzleciał na 22 066 m ponad powierzchnię ziemi; plan Polaków przewidywał osiągnięcie nowym balonem wysokości 30 000 m. Początkowo przedsięwzięciem próbowano zainteresować profesora Augusta Piccarda, jednak bez skutku; w końcu zdecydowano się na całkowicie polską realizację projektu. Część naukową lotu miały stanowić badania rozkładu promieniowania kosmicznego. Do Rady Naukowej Lotu weszli, poza Mieczysławem Wolfke, m.in. Szczepan Szczeniowski, Mieczysław Jeżewski i Marian Mięsowicz.
Przedsięwzięciu patronował prezydent Polski prof. Ignacy Mościcki, protektorem lotu był inspektor armii, gen. broni Kazimierz Sosnkowski, a całemu przedsięwzięciu patronowała Liga Obrony Powietrznej i Przeciwgazowej (LOPP). Został powołany Komitet Organizacyjnego I Polskiego Lotu Stratosferycznego, w składzie którego zasiadł m.in. ppłk obs. bal. Julian Sielewicz, który jako dowódca 2 batalionu balonowego z Legionowa, zaakceptował cały projekt.
Lot miał być dokonany za pomocą ogromnego stratosferycznego balonu, który otrzymał nazwę „Gwiazda Polski” – wówczas był to największy stratostat na świecie. Jego budowę oficjalnie rozpoczęto 7 czerwca 1937 r.; całość projektu otrzymała nazwę I-PLS (I Polski Lot Stratosferyczny). Poczta Polska wydała z okazji przedsięwzięcia we wrześniu 1938 r. okolicznościowy znaczek z wizerunkiem stratostatu.
Głównym konstruktorem balonu został mjr pilot inż. Stanisław Mazurek, zaś kierownictwo nad laboratoryjnymi badaniami cech materiałów lotniczych przeznaczonych na budowę stratostatu powierzono inż. Janowi Zygmuntowi Karpińskiemu. Gumowanie powłoki balonowej zostało oparte na wynalazku dyrektorów fabryki gumy w Sanoku, dr. Oskara Schmidta i Władysława Kubicy.
Start balonu miał nastąpić we wrześniu 1938 r. z Doliny Chochołowskiej w Tatrach Zachodnich. Załogę stanowili: dwukrotny zdobywca pucharu Gordona Bennetta i kilkakrotny balonowy rekordzista świata kpt. pilot Zbigniew Burzyński oraz fizyk i badacz promieniowania kosmicznego, dr Konstanty Narkiewicz-Jodko. Pilotami rezerwowymi byli Franciszek Hynek i Antoni Janusz.

## Nieudany start

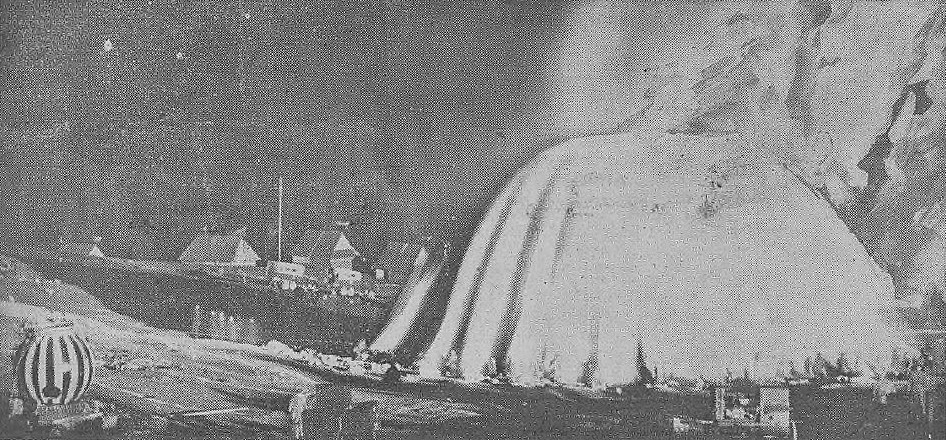
Płonąca Gwiazda Polski

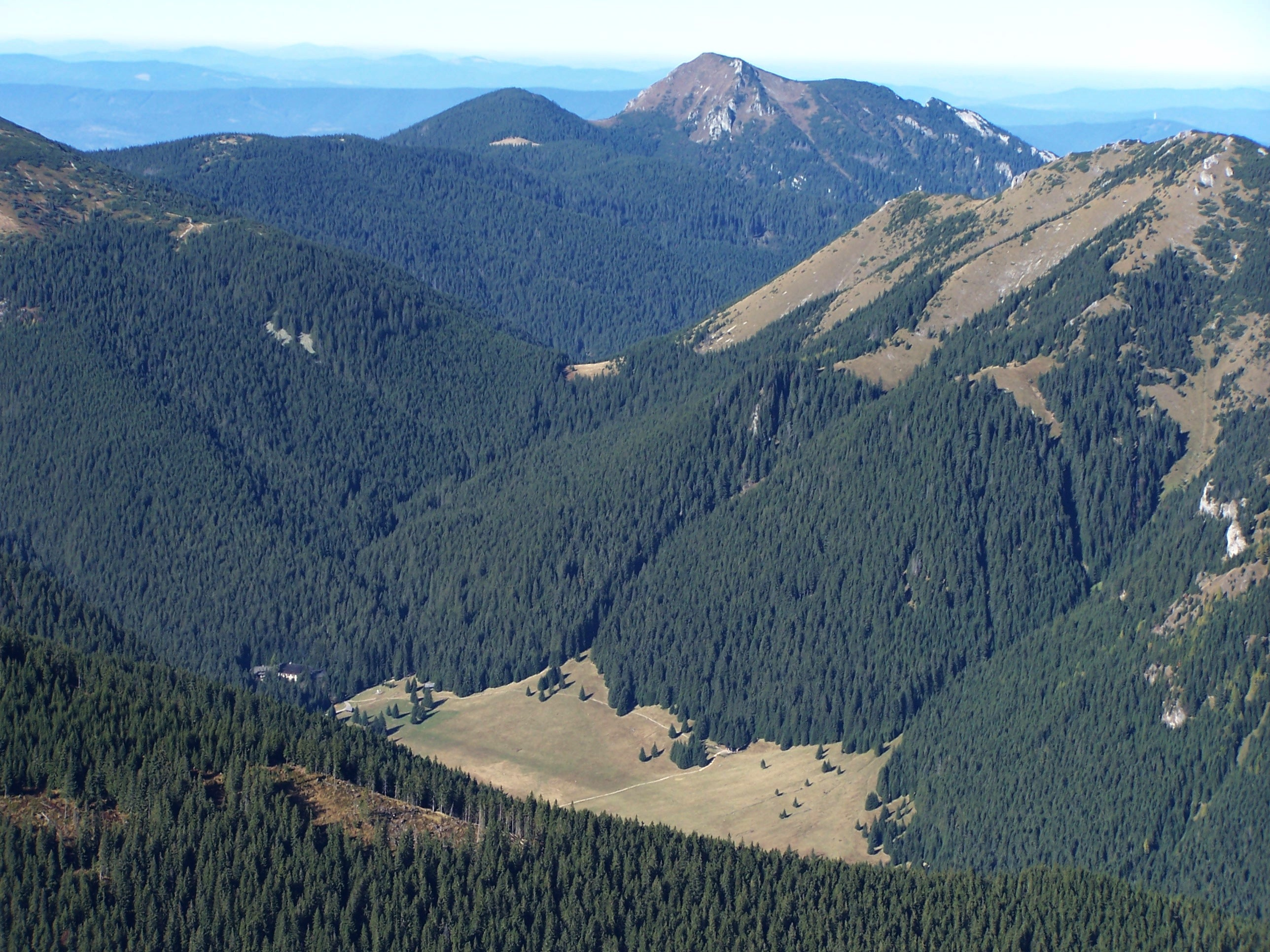
Polana Chochołowska, na której odbyła się próba wzlotu balonu

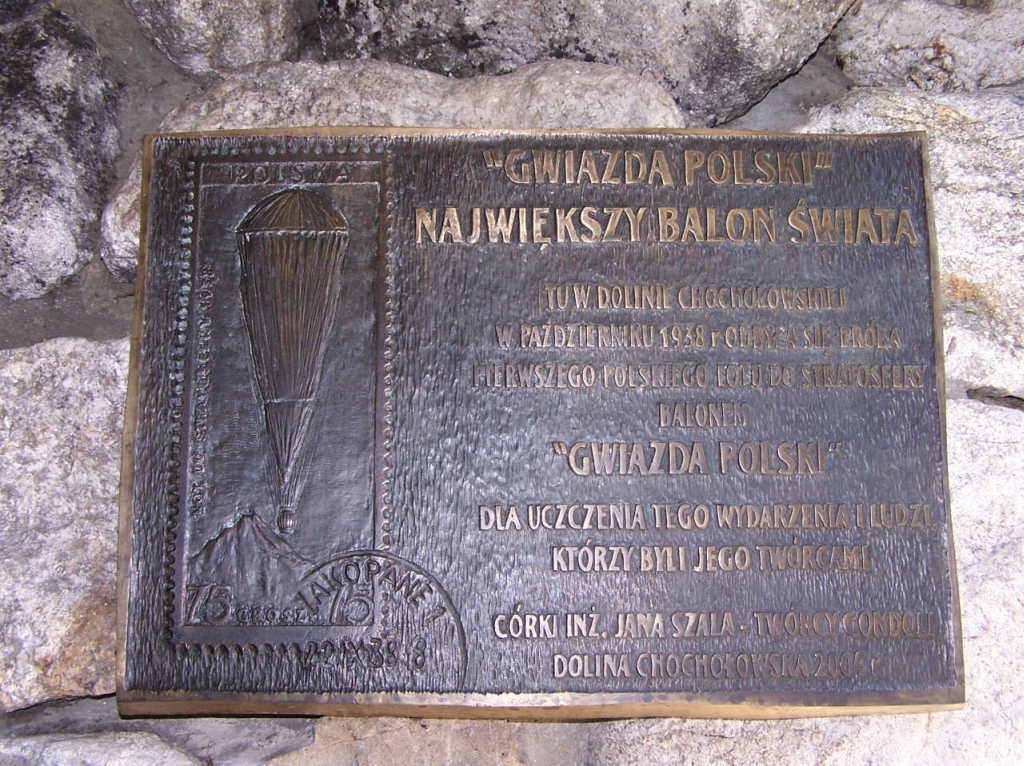
Tablica na schronisku upamiętniająca przedsięwzięcie

Ze względu na warunki meteorologiczne start kilkakrotnie odkładano. W końcu decyzję o wylocie podjęto rankiem 12 października 1938 r. – miał on odbyć się dwa dni później w godzinach porannych. Napełnianie stratostatu rozpoczęto 13 października, podczas narastającego wiatru halnego – startowisko dla balonu w Dolinie Chochołowskiej przygotował 2 Batalion Balonowy, w sile 200 żołnierzy, pod dowództwem ppłk. obs. bal. Juliana Sielewicza. Balon zaczęto napełniać przed północą, aby rano był w pełni gotów do lotu; około godziny 1:00 w nocy, w trakcie napełniania powłoki wodorem (blisko końca tego procesu) wiatr nasilił się do tego stopnia, że zapadła decyzja o wypuszczeniu gazu z aerostatu przez górną klapę. Jednak im mniej wodoru znajdowało się wewnątrz powłoki, tym bardziej była ona miotana przez wiatr; w końcu, gdy wewnątrz aerostatu pozostało już niewiele gazu nośnego, na skutek tarcia o siebie warstw jedwabiu doszło do wyładowania elektrostatycznego, które spowodowało zapłon wodoru w okolicach górnej klapy – ta z hukiem wyleciała w powietrze i wylądowała obok opróżnionej powłoki, nie czyniąc nikomu krzywdy. Sama powłoka ucierpiała (zapaliło się ok. 800 m² jedwabiu), ale jej naprawa okazała się całkowicie wykonalna. Gondola nie została uszkodzona.
Start zreperowanej „Gwiazdy Polski” zamierzano powtórzyć we wrześniu 1939 r. w Sławsku, w Gorganach, we Wschodnich Karpatach. Tym razem balon miał być napełniony niepalnym helem, sprowadzonym specjalnie ze Stanów Zjednoczonych. Wybuch II wojny światowej pokrzyżował realizację tego zamierzenia.
Dla upamiętnienia próby startu „Gwiazdy Polski” na ścianie schroniska PTTK na Polanie Chochołowskiej umieszczono pamiątkową tablicę.

## Dane techniczne
- Wysokość balonu gotowego do lotu: 120 m
- Wysokość balonu w pełni wypełnionego gazem: 101,7 m
- Pojemność aerostatu: 124 700 m³
- Gaz nośny: wodór (start w 1938 r.) lub hel (planowany start w 1939 r.)
- Materiał powłoki: milanowski jedwab gumowany
- Masa powłoki wraz z olinowaniem: 1403 kg
- Gondola: kulista, wysokościowa, hermetyczna
- Liczba członków załogi: 2

## Aerostat
Powłokę balonu (wraz z olinowaniem) zaprojektował inż. Józef Paszczora; uszyto ją w Wytwórni Balonów i Spadochronów w Legionowie. Po pełnym napompowaniu miała ona kształt owoidu (podobny do wielkiego jaja) zwróconego szerszym biegunem ku górze i posiadającego rękaw na dolnym biegunie. Na czubku aerostatu zlokalizowano klapę do wypuszczania gazu nośnego (konstrukcji inż. Franciszka Stoszki, odpowiedzialnego również za technologię wykonania całości powłoki) – klapa ta była uruchamiana linką poprowadzoną przez środek balonu. Na szczycie umieszczono również tzw. rozrywacz – po wylądowaniu balonu gondola oddzielała się od aerostatu, powodując jego nagłe wznoszenie się i, przez pociągnięcie za specjalną linkę, wydarcie się dokładnie wyznaczonej szpary w górnej jego części, przez którą ulatywał gaz nośny. Opróżniony aerostat bezpiecznie kładł się na ziemi.

## Gondola

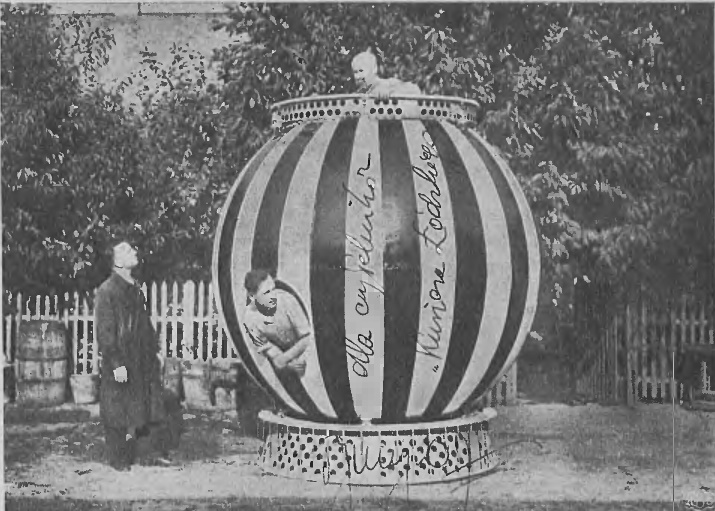
Gondola Gwiazdy Polski

Zbudowana w 1938 r. przez inż. Jana Szala, miała kształt kuli o średnicy 2 m i pokryta była arkuszami blachy hydronalowej o grubości 2 mm; wyposażono ją w kilka okrągłych, szczelnych okienek. Szkielet kabiny wykonano z rur duralowych; miała ona bogate wyposażenie naukowe, na które składały się przyrządy nawigacyjne, urządzenia do regeneracji powietrza, butle z tlenem, spadochrony, radiostacje, aparaty fotograficzne, komorę do badania natężenia promieniowania kosmicznego (zaprojektowaną przez prof. Stanisława Ziemeckiego) i jego kierunkowości (urządzenie konstrukcji dr. Mariana Mięsowicza) oraz przyrządy do pobierania próbek powietrza. Gondola była również wyposażona w swoistą czarną skrzynkę w postaci aparatu fotograficznego wykonującego co kilka minut zdjęcia wskazań dodatkowego zestawu przyrządów nawigacyjnych i naukowych, umieszczonych w zaciemnionym pudełku. Z zewnątrz hydronalowe poszycie kabiny pomalowano w czarno-białe południkowe pasy (dla zmniejszenia nagrzewania przez pochłanianie energii promieniowania słonecznego).

## Poczta
15 września 1938 roku Poczta Polska wyemitowała znaczek w nakładzie 65 000, którego projekt przygotował Leonard Sowiński, rytownikiem był Włodzimierz Vacek. Został wydany w dwóch wersjach: nr katalogowy 308 – za 75 groszy i FS01 za 2 złote. Cieszył się bardzo dużą popularnością, sporą liczbę zamówiły zagraniczne firmy filatelistyczne. Poczta Polska zorganizowała specjalny Urząd pocztowy na terenie Doliny Chochołowskiej. Przysyłane do nie przesyłki były stemplowane specjalnym stemplem. Przyjmowano również przesyłki do przewozu balonem.